# 托马斯·柯蒂斯
托马斯·柯蒂斯（英語：Thomas Curtis，1873年1月9日—1944年5月23日），美国男子田径运动员，主攻短跑和跨栏。他曾代表美国参加1896年夏季奥林匹克运动会田径比赛，获得男子110米栏金牌。